# Тонтобет
Тонтобет (осет. Тъонтъобет, груз. ტონტობეთი — Тонтобети) — село в Закавказье, расположено в  Дзауском районе Южной Осетии, фактически контролирующей село; согласно юрисдикции Грузии — в Джавском муниципалитете. 
Входит в состав Хслебской сельской администрации в РЮО.

## География
Село расположено в 1 км к западу от райцентра посёлка Дзау и в 2 км к северу от села Хслеб.

## Население
В 1987 году в селе Сакире проживало 120 человек. По переписи 2015 года численность населения с. Тонтобет составила 57 жителей. 

## Топографические карты
- Лист карты K-38-52 Джава. Масштаб: 1 : 100 000. Состояние местности на 1987 год. Издание 1989 г.